# WWE Hall of Fame
Die WWE Hall of Fame ist eine Ruhmeshalle im Wrestling, die ausgewählte Wrestler oder Mitarbeiter der WWE sowie weitere einflussreiche Personen aus dem Wrestling-Business auszeichnet. Stand 2021 wurden 216 Wrestling-Persönlichkeiten in die Hall of Fame aufgenommen und sieben Warrior Awards vergeben.

## Geschichte
Im Jahre 1993 wurde die damalige WWF Hall of Fame mit ihrem ersten Mitglied, André René Roussimoff (André the Giant), welcher wenige Monate zuvor gestorben war, gegründet. Für Roussimoff gab es 1993 keine Zeremonie. Hingegen wurde bei WWF Superstars ein Einspieler mit Karrierehöhepunkten zu seinem Einzug in die Hall of Fame gezeigt. In den folgenden Jahren war die Hall of Fame jeweils Part des King-of-the-Ring-Wochenendes, bevor sie bis 2004 pausierte. Zu WrestleMania XX durch die WWE neu belebt, werden seither jedes Jahr ausgewählte Wrestler, Manager, Ringsprecher und Kommentatoren in einer Show, die einen Tag vor WrestleMania stattfindet, in die Hall of Fame aufgenommen.
Im sogenannten „Celebrity Wing“ (dt. Prominenten-Flügel) werden außerdem Personen aufgenommen, welche nicht hauptberuflich im Wrestlinggeschäft tätig sind/waren, jedoch bereits einmal eine bekannte und aktive Rolle im Geschehen ausgefüllt haben. Pete Rose war die erste berühmte, nicht hauptberuflich im Wrestling-Geschäft tätige Person (sondern Baseball-Profi), die in die Hall of Fame von WWE aufgenommen wurde. Von 2015 bis 2023 verlieh die WWE den Warrior Award. Der Award wurde auf Initiative des kurz vorher verstorbenen Hall of Famers The Ultimate Warrior ins Leben gerufen, um diejenigen zu ehren, deren „Leben gekennzeichnet war durch Durchhaltevermögen, Stärke und Standhaftigkeit, und die den unbezwingbaren Willen des Ultimate Warriors verkörperten“. Der erste Warrior Award ging 2015 an den mit 8 Jahren an Krebs verstorbenen Fan Connor „The Crusher“ Michalek. In den „Legacy“-Flügel nahm die WWE von 2016 bis 2021 Ringer aus den ersten Jahren des Wrestling auf, vor allem aus der ersten Hälfte des 20. Jahrhunderts.
Ric Flair ist seit 2012 der Erste, der zweimal in die Hall of Fame aufgenommen wurde (alleine und als Four Horsemen-Mitglied). Seit 2019 sind auch Shawn Michaels (als Einzelwrestler und als Teil von D-Generation X), Booker T (als Einzelwrestler und Teil von Harlem Heat) sowie Bret Hart (als Einzelwrestler und Teil der Hart Foundation) zweifache Mitglieder. An dem Abend, an dem James Dudley in die Hall of Fame aufgenommen wurde, hat dieser seine Aufnahme selbst erst kurz vorher mitgeteilt bekommen. Hulk Hogan wurde einhergehend mit der fristlosen Kündigung seines Vertrages im Juli 2015 aus der Hall of Fame auf WWE.com entfernt. Bislang gibt es aber kein Statement seitens WWE, ob ihm der Einzug auch offiziell aberkannt wurde. Seit dem Jahre 2018 ist Hogan aber wieder in der Hall of Fame.

## Mitglieder 1990er

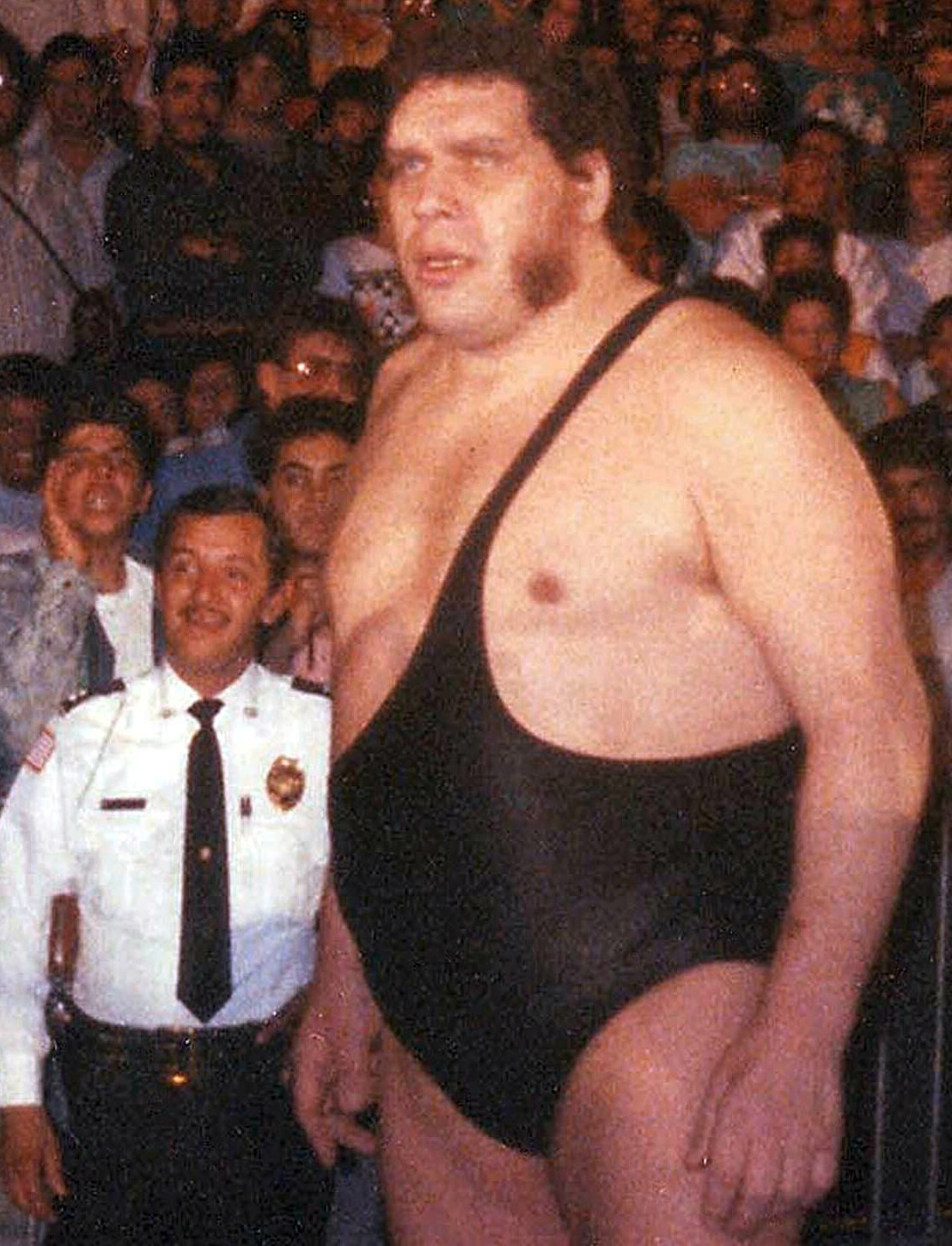
Der erste Hall of Famer André the Giant

| Hall of Famer                                                                                      | Laudator                      |              |              |              |              |              |              |
| 3. Juni 1993                                                                                       | 3. Juni 1993                  | 3. Juni 1993 | 3. Juni 1993 | 3. Juni 1993 | 3. Juni 1993 | 3. Juni 1993 | 3. Juni 1993 |
| -------------------------------------------------------------------------------------------------- | ----------------------------- | ------------ | ------------ | ------------ | ------------ | ------------ | ------------ |
| André the Giant (André René Roussimoff)                                                            | Keiner                        |              |              |              |              |              |              |
| 18. Juni 1994 – Omni Inner Harbor International Hotel in Baltimore, Maryland                       |                               |              |              |              |              |              |              |
| Arnold Skaaland                                                                                    | Bob Backlund                  |              |              |              |              |              |              |
| Bobo Brazil (Houston Harris)                                                                       | Ernie Ladd                    |              |              |              |              |              |              |
| „Nature Boy“ Buddy Rogers (Herman Gustav Rhode)                                                    | Bret Hart                     |              |              |              |              |              |              |
| Chief Jay Strongbow (Joe Scarpa)                                                                   | Tatanka                       |              |              |              |              |              |              |
| „Classy“ Freddie Blassie (Frederick Kenneth Blassman)                                              | Shane McMahon                 |              |              |              |              |              |              |
| Gorilla Monsoon (Robert Marella)                                                                   | Jim Ross                      |              |              |              |              |              |              |
| James Dudley                                                                                       | Vince McMahon                 |              |              |              |              |              |              |
| 24. Juni 1995 – Marriott Hotel in Philadelphia, Pennsylvania                                       |                               |              |              |              |              |              |              |
| Antonino Rocca (Antonino Biasetton)                                                                | Kevin Nash als „Diesel“       |              |              |              |              |              |              |
| „Big Cat“ Ernie Ladd (Ernest Ladd)                                                                 | Bobo Brazil                   |              |              |              |              |              |              |
| George „The Animal“ Steele (William James Myers)                                                   | Doink the Clown               |              |              |              |              |              |              |
| Ivan Putski (Josef Bednarski)                                                                      | Scott Putski                  |              |              |              |              |              |              |
| The Fabulous Moolah (Lillian Ellison)                                                              | Alundra Blayze                |              |              |              |              |              |              |
| The Grand Wizard (Ernie Roth)                                                                      | Sgt. Slaughter                |              |              |              |              |              |              |
| Pedro Morales                                                                                      | Savio Vega                    |              |              |              |              |              |              |
| 16. November 1996 – New York Marriott Marquis in New York City, New York                           |                               |              |              |              |              |              |              |
| „Baron“ Mikel Scicluna                                                                             | Gorilla Monsoon               |              |              |              |              |              |              |
| „Captain“ Lou Albano (Louis Vincent Albano)                                                        | Joe Franklin                  |              |              |              |              |              |              |
| Jimmy „Superfly“ Snuka (James Wiley Reiher)                                                        | Don Muraco                    |              |              |              |              |              |              |
| The Valiant Brothers – Jimmy Valiant und Johnny Valiant (James Harold Fanning und Thomas Sullivan) | British Bulldog und Owen Hart |              |              |              |              |              |              |
| Johnny Rodz (Johnny Rodriguez)                                                                     | Arnold Skaaland               |              |              |              |              |              |              |
| Killer Kowalski (Wladek Kowalski)                                                                  | Triple H                      |              |              |              |              |              |              |
| Pat Patterson (Pierre Clemont)                                                                     | Bret Hart                     |              |              |              |              |              |              |
| Vincent J. McMahon                                                                                 | Shane McMahon                 |              |              |              |              |              |              |

## Mitglieder 2000er

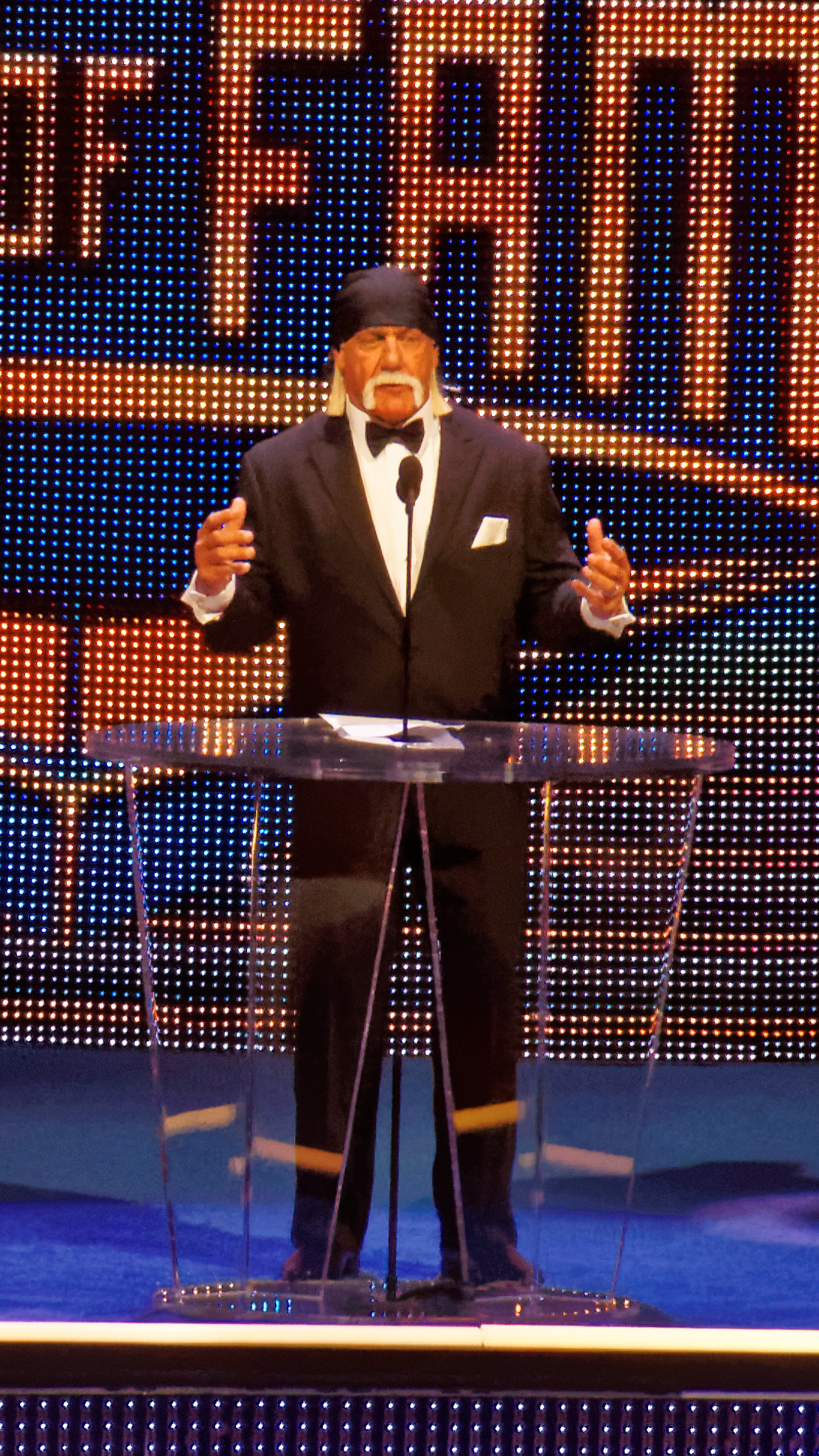
Hulk Hogan wurde 2005 in die Hall of Fame aufgenommen

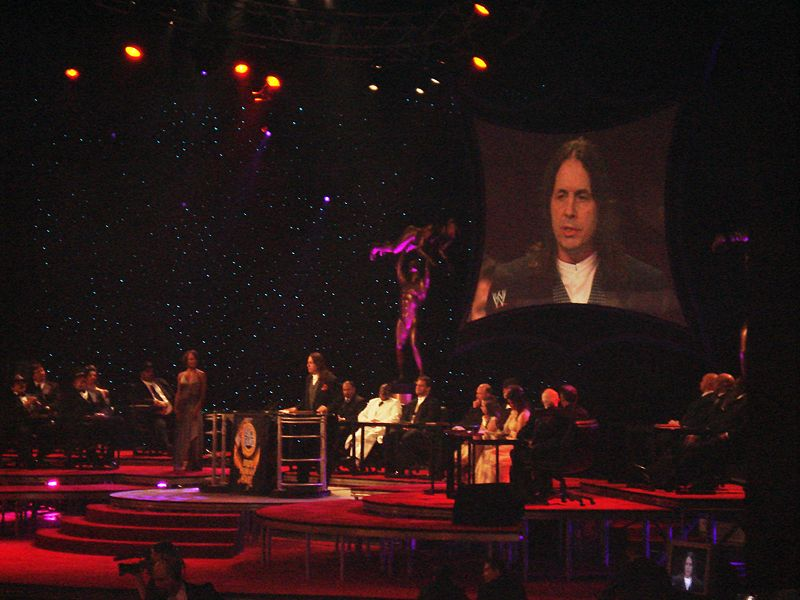
Bret Hart während seiner Aufnahme in die Hall of Fame, 2006

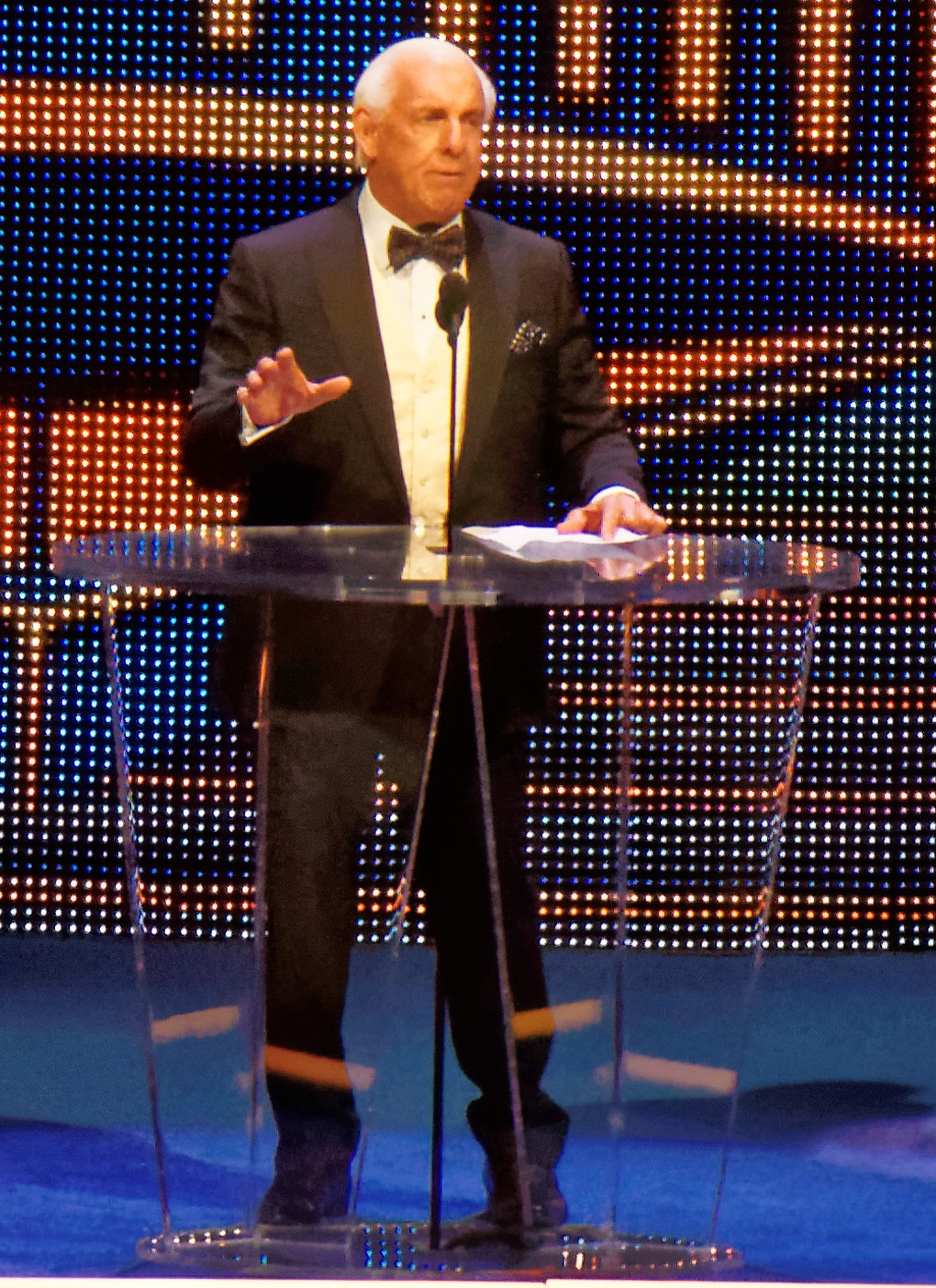
Ric Flair würde als erster Werstler zweimal in die Hall of Fame aufgenommen, 2008 und 2012

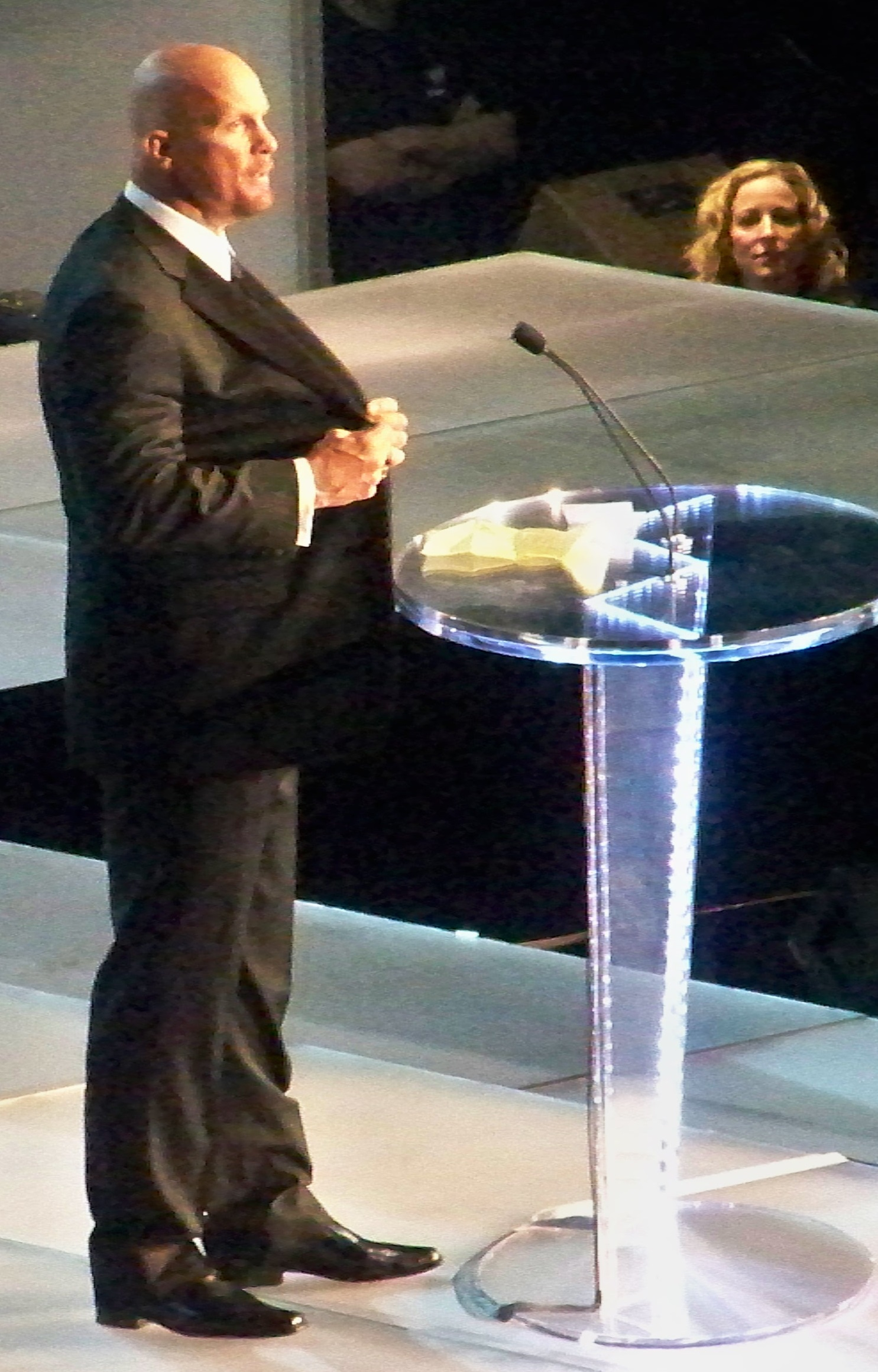
Steve Austin während seiner Aufnahme in die Hall of Fame, 2009

| Hall of Famer                                                                                                  | Laudator                                                   |                                                            |                                                            |                                                            |                                                            |                                                            |                                                            |
| 13. März 2004 – New York Hilton in New York City, New York                                                     | 13. März 2004 – New York Hilton in New York City, New York | 13. März 2004 – New York Hilton in New York City, New York | 13. März 2004 – New York Hilton in New York City, New York | 13. März 2004 – New York Hilton in New York City, New York | 13. März 2004 – New York Hilton in New York City, New York | 13. März 2004 – New York Hilton in New York City, New York | 13. März 2004 – New York Hilton in New York City, New York |
| --- | ---------------------------------------------------------- | ---------------------------------------------------------- | ---------------------------------------------------------- | ---------------------------------------------------------- | ---------------------------------------------------------- | ---------------------------------------------------------- | ---------------------------------------------------------- |
| Big John Studd (John William Minton) (repräsentiert durch seinen Sohn John Minton, Jr.)                        | Big Show                                                   |                                                            |                                                            |                                                            |                                                            |                                                            |                                                            |
| Bobby „The Brain“ Heenan (Raymond Louis Heenan)                                                                | Blackjack Lanza                                            |                                                            |                                                            |                                                            |                                                            |                                                            |                                                            |
| Don Muraco (Don Morrow)                                                                                        | Mick Foley                                                 |                                                            |                                                            |                                                            |                                                            |                                                            |                                                            |
| Greg „The Hammer“ Valentine (Johnathan Anthony Wisniski, Jr.)                                                  | Jimmy Hart                                                 |                                                            |                                                            |                                                            |                                                            |                                                            |                                                            |
| Harley Race (Harley Leland Race)                                                                               | Ric Flair                                                  |                                                            |                                                            |                                                            |                                                            |                                                            |                                                            |
| Jesse Ventura (James George Janos)                                                                             | Tyrell Janos                                               |                                                            |                                                            |                                                            |                                                            |                                                            |                                                            |
| Junkyard Dog (Sylvester Ritter) (repräsentiert durch seine Tochter LaToya Ritter)                              | Ernie Ladd                                                 |                                                            |                                                            |                                                            |                                                            |                                                            |                                                            |
| Sgt. Slaughter (Robert Remus)                                                                                  | Pat Patterson                                              |                                                            |                                                            |                                                            |                                                            |                                                            |                                                            |
| „Superstar“ Billy Graham (Eldridge Wayne Coleman)                                                              | Triple H                                                   |                                                            |                                                            |                                                            |                                                            |                                                            |                                                            |
| Tito Santana (Merced Solis)                                                                                    | Shawn Michaels                                             |                                                            |                                                            |                                                            |                                                            |                                                            |                                                            |
| Pete Rose (Peter Edward „Pete“ Rose, Sr.)                                                                      | Kane                                                       |                                                            |                                                            |                                                            |                                                            |                                                            |                                                            |
| 2. April 2005 – Universal Amphitheatre in Los Angeles, Kalifornien                                             |                                                            |                                                            |                                                            |                                                            |                                                            |                                                            |                                                            |
| Bob Orton jr. (Robert Keith Orton)                                                                             | Randy Orton                                                |                                                            |                                                            |                                                            |                                                            |                                                            |                                                            |
| „Hollywood“ Hulk Hogan (Terry Gene Bollea)                                                                     | Sylvester Stallone                                         |                                                            |                                                            |                                                            |                                                            |                                                            |                                                            |
| Jimmy Hart (James Ray Hart)                                                                                    | Jerry Lawler                                               |                                                            |                                                            |                                                            |                                                            |                                                            |                                                            |
| „Mr. Wonderful“ Paul Orndorff (Paul Orndorff)                                                                  | Bobby Heenan                                               |                                                            |                                                            |                                                            |                                                            |                                                            |                                                            |
| „Rowdy“ Roddy Piper (Roderick George Toombs)                                                                   | Ric Flair                                                  |                                                            |                                                            |                                                            |                                                            |                                                            |                                                            |
| Nikolai Volkoff (Josip Peruzovic)                                                                              | Jim Ross                                                   |                                                            |                                                            |                                                            |                                                            |                                                            |                                                            |
| The Iron Sheik (Hossein Khosrow Ali Vaziri)                                                                    | Sgt. Slaughter                                             |                                                            |                                                            |                                                            |                                                            |                                                            |                                                            |
| 1. April 2006 – Rosemont Theatre in Rosemont, Illinois                                                         |                                                            |                                                            |                                                            |                                                            |                                                            |                                                            |                                                            |
| Bret „The Hitman“ Hart (Bret Sergeant Hart)                                                                    | Steve Austin                                               |                                                            |                                                            |                                                            |                                                            |                                                            |                                                            |
| Eddie Guerrero (Eduardo Gory Guerrero Llanes) (repräsentiert durch Vickie Guerrero)                            | Rey Mysterio, Chavo Guerrero und Chris Benoit              |                                                            |                                                            |                                                            |                                                            |                                                            |                                                            |
| „Mean“ Gene Okerlund (Eugene Okerlund)                                                                         | Hulk Hogan                                                 |                                                            |                                                            |                                                            |                                                            |                                                            |                                                            |
| Sensational Sherri (Sherri Russell)                                                                            | Ted DiBiase                                                |                                                            |                                                            |                                                            |                                                            |                                                            |                                                            |
| Verne Gagne (Laverne Clarence Gagne)                                                                           | Greg Gagne                                                 |                                                            |                                                            |                                                            |                                                            |                                                            |                                                            |
| The Blackjacks – Blackjack Mulligan (Robert Windham) und Blackjack Lanza (Jack Lanza)                          | Bobby Heenan                                               |                                                            |                                                            |                                                            |                                                            |                                                            |                                                            |
| „Mr. USA“ Tony Atlas (Anthony White)                                                                           | S.D. Jones                                                 |                                                            |                                                            |                                                            |                                                            |                                                            |                                                            |
| William „The Refrigerator“ Perry                                                                               | John Cena                                                  |                                                            |                                                            |                                                            |                                                            |                                                            |                                                            |
| 31. März 2007 – Fox Theatre in Detroit, Michigan                                                               |                                                            |                                                            |                                                            |                                                            |                                                            |                                                            |                                                            |
| „The American Dream“ Dusty Rhodes (Virgil Riley Runnels, Jr.)                                                  | Cody Rhodes und Dustin Rhodes                              |                                                            |                                                            |                                                            |                                                            |                                                            |                                                            |
| „Mr. Perfect“ Curt Hennig (Curtis Michael Hennig) (repräsentiert durch seine Familie)                          | Wade Boggs                                                 |                                                            |                                                            |                                                            |                                                            |                                                            |                                                            |
| Jerry „The King“ Lawler (Jerry O’Neill Lawler)                                                                 | William Shatner                                            |                                                            |                                                            |                                                            |                                                            |                                                            |                                                            |
| Nick Bockwinkel (Nicholas Warren Francis Bockwinkel)                                                           | Bobby Heenan                                               |                                                            |                                                            |                                                            |                                                            |                                                            |                                                            |
| Mr. Fuji (Harry Fujiwara)                                                                                      | Don Muraco                                                 |                                                            |                                                            |                                                            |                                                            |                                                            |                                                            |
| The Sheik (Edward Farhat) (repräsentiert durch seine Ehefrau)                                                  | Rob van Dam und Sabu                                       |                                                            |                                                            |                                                            |                                                            |                                                            |                                                            |
| The Wild Samoans – Afa (Arthur Anoa’i) und Sika (Leati Anoa’i)                                                 | Samu und Matt Anoa’i                                       |                                                            |                                                            |                                                            |                                                            |                                                            |                                                            |
| Jim Ross (James William Ross)                                                                                  | Steve Austin                                               |                                                            |                                                            |                                                            |                                                            |                                                            |                                                            |
| 29. März 2008 – Amway Arena in Orlando, Florida                                                                |                                                            |                                                            |                                                            |                                                            |                                                            |                                                            |                                                            |
| „Nature Boy“ Ric Flair (Richard Morgan Fliehr)                                                                 | Triple H                                                   |                                                            |                                                            |                                                            |                                                            |                                                            |                                                            |
| „High Chief“ Peter Maivia (Fanene Leifi Pita Maivia) (repräsentiert durch seine Tochter Ata Maivia)            | The Rock                                                   |                                                            |                                                            |                                                            |                                                            |                                                            |                                                            |
| „Soulman“ Rocky Johnson (Wayde Bowles)                                                                         | The Rock                                                   |                                                            |                                                            |                                                            |                                                            |                                                            |                                                            |
| Mae Young (Johnnie Mae Young)                                                                                  | Pat Patterson                                              |                                                            |                                                            |                                                            |                                                            |                                                            |                                                            |
| The Brisco Brothers – Jack Brisco und Jerry Brisco (Freddie Joe Brisco und Gerald Brisco)                      | John „Bradshaw“ Layfield                                   |                                                            |                                                            |                                                            |                                                            |                                                            |                                                            |
| Eddie Graham (Edward Gossett) (repräsentiert durch Mike Graham)                                                | Dusty Rhodes                                               |                                                            |                                                            |                                                            |                                                            |                                                            |                                                            |
| Gordon Solie (Jonard Frank Labiak) (repräsentiert durch seine Familie)                                         | Jim Ross                                                   |                                                            |                                                            |                                                            |                                                            |                                                            |                                                            |
| 4. April 2009 – Reliant Stadium in Houston, Texas                                                              |                                                            |                                                            |                                                            |                                                            |                                                            |                                                            |                                                            |
| „Stone Cold“ Steve Austin (Steven Williams)                                                                    | Vince McMahon                                              |                                                            |                                                            |                                                            |                                                            |                                                            |                                                            |
| Koko B. Ware (James Ware)                                                                                      | The Honky Tonk Man                                         |                                                            |                                                            |                                                            |                                                            |                                                            |                                                            |
| The Funks – Terry Funk (Terrance Funk) und Dory Funk, Jr. (Dormace Funk, Jr.)                                  | Dusty Rhodes                                               |                                                            |                                                            |                                                            |                                                            |                                                            |                                                            |
| The Von Erichs – Fritz, David, Kevin, Kerry, Mike & Chris (Jack, David, Kevin, Kerry, Mike und Chris Adkisson) | Michael Hayes                                              |                                                            |                                                            |                                                            |                                                            |                                                            |                                                            |
| Ricky „The Dragon“ Steamboat (Richard Henry Blood)                                                             | Ric Flair                                                  |                                                            |                                                            |                                                            |                                                            |                                                            |                                                            |
| „Cowboy“ Bill Watts (William Watts)                                                                            | Jim Ross                                                   |                                                            |                                                            |                                                            |                                                            |                                                            |                                                            |
| Howard Finkel                                                                                                  | Gene Okerlund                                              |                                                            |                                                            |                                                            |                                                            |                                                            |                                                            |

## Mitglieder 2010er

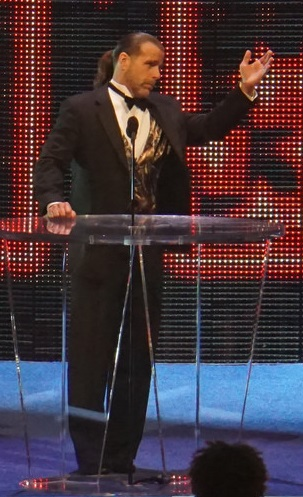
Shawn Michaels würde 2011 in die Hall of Fame aufgenommen

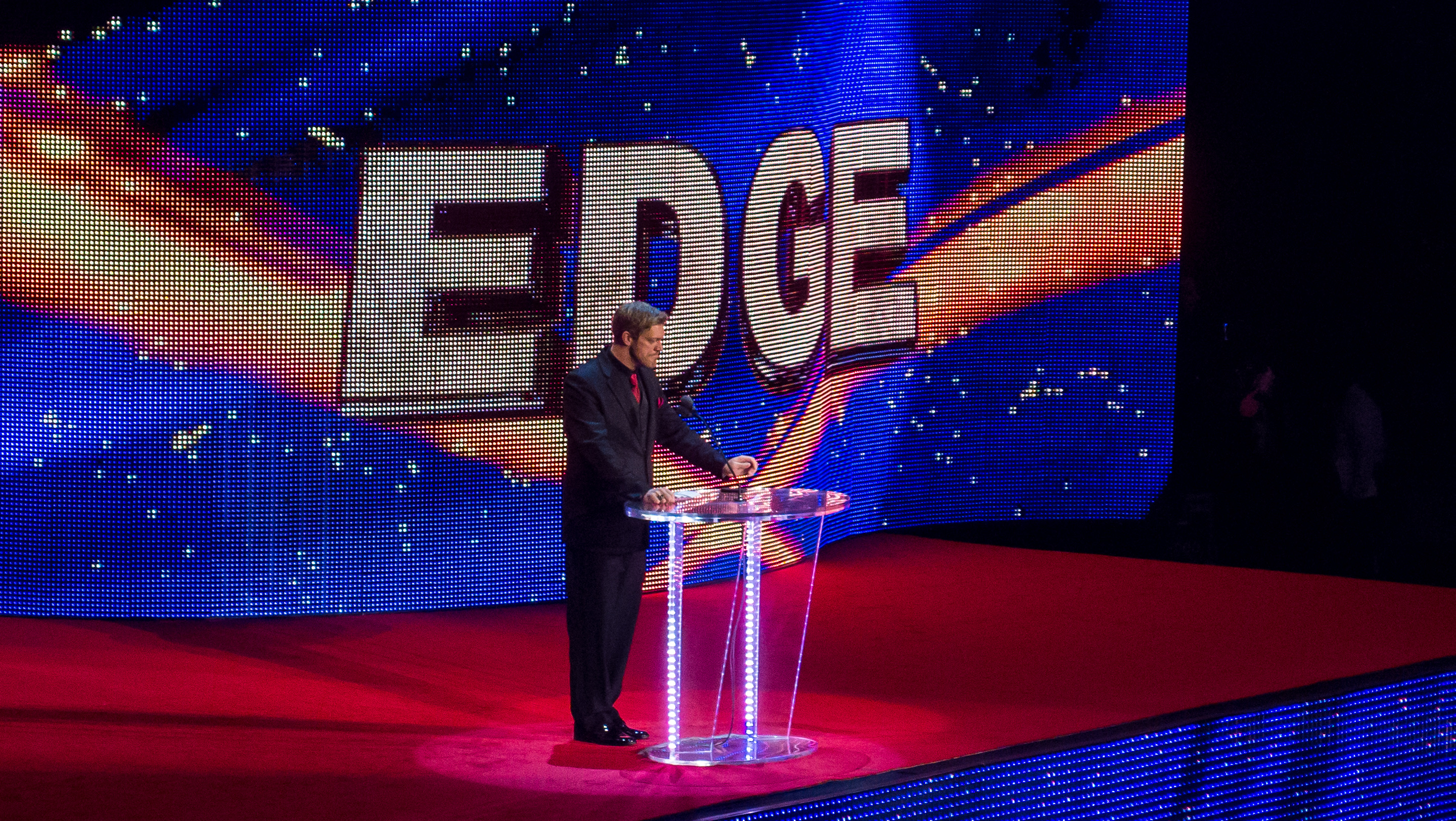
Edge während seiner Aufnahme in die Hall of Fame, 2012

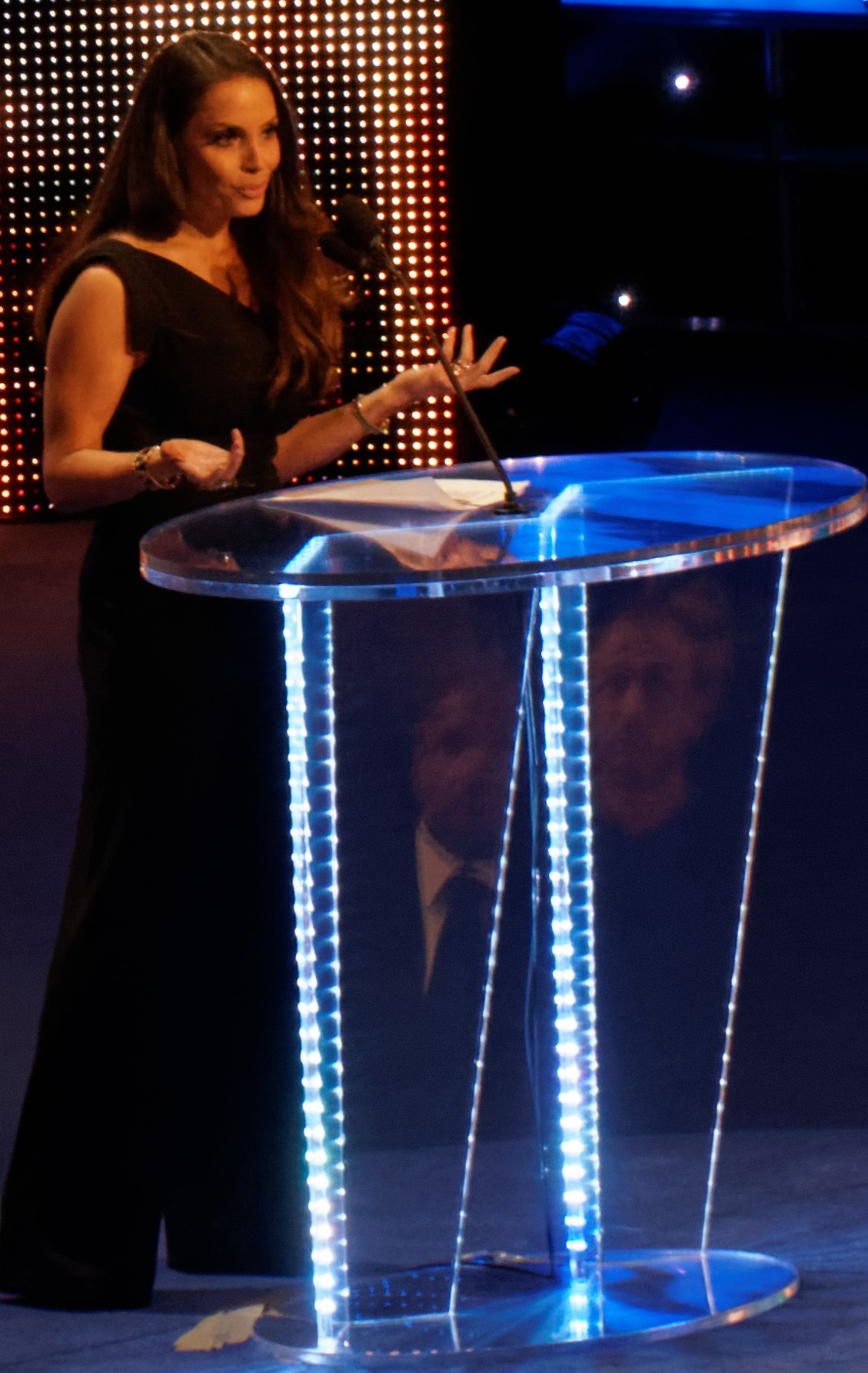
Trish Stratus wurde 2013 in die Hall of aufgenommen

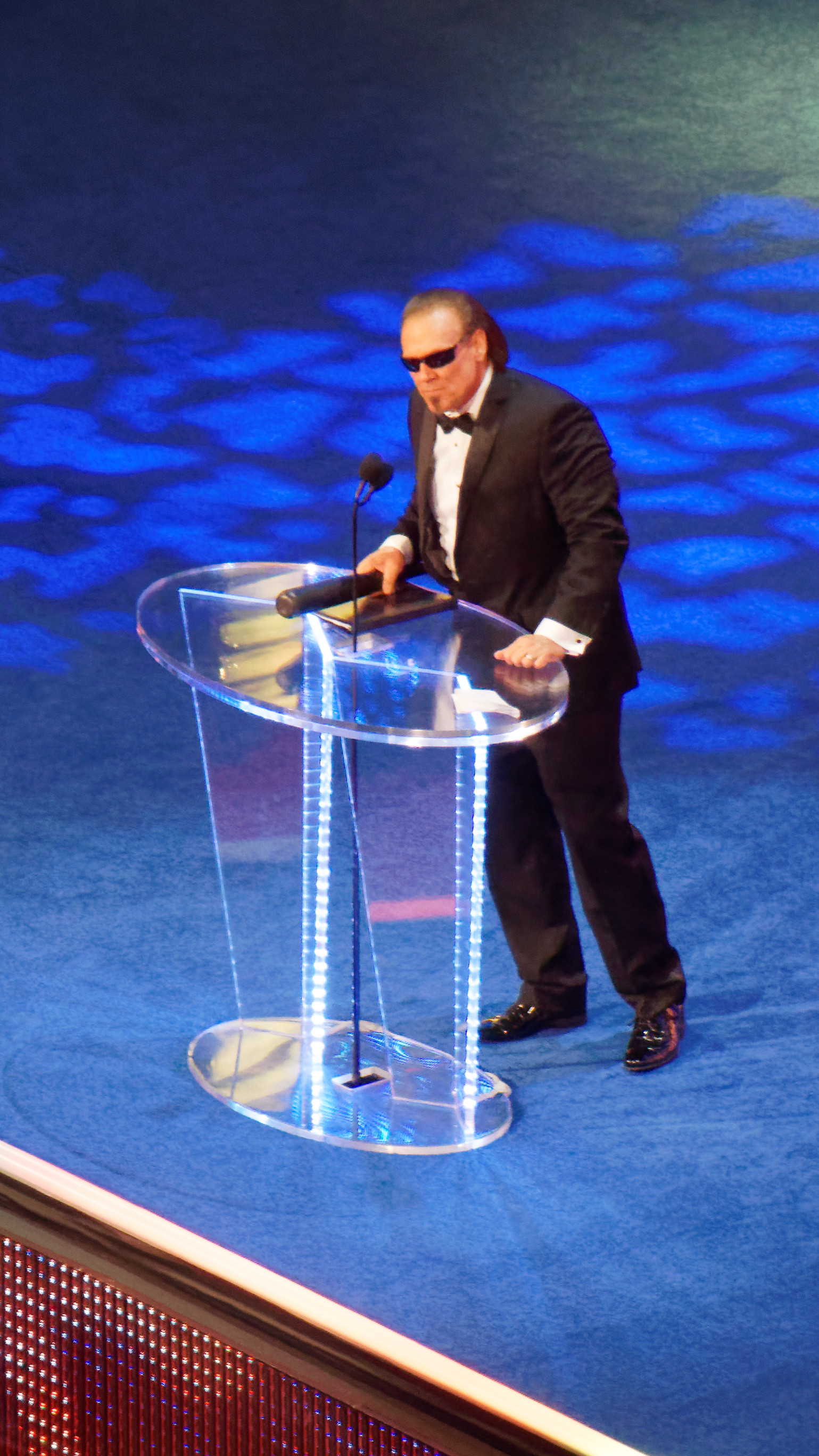
Sting während seiner Aufnahme in die Hall of Fame, 2016

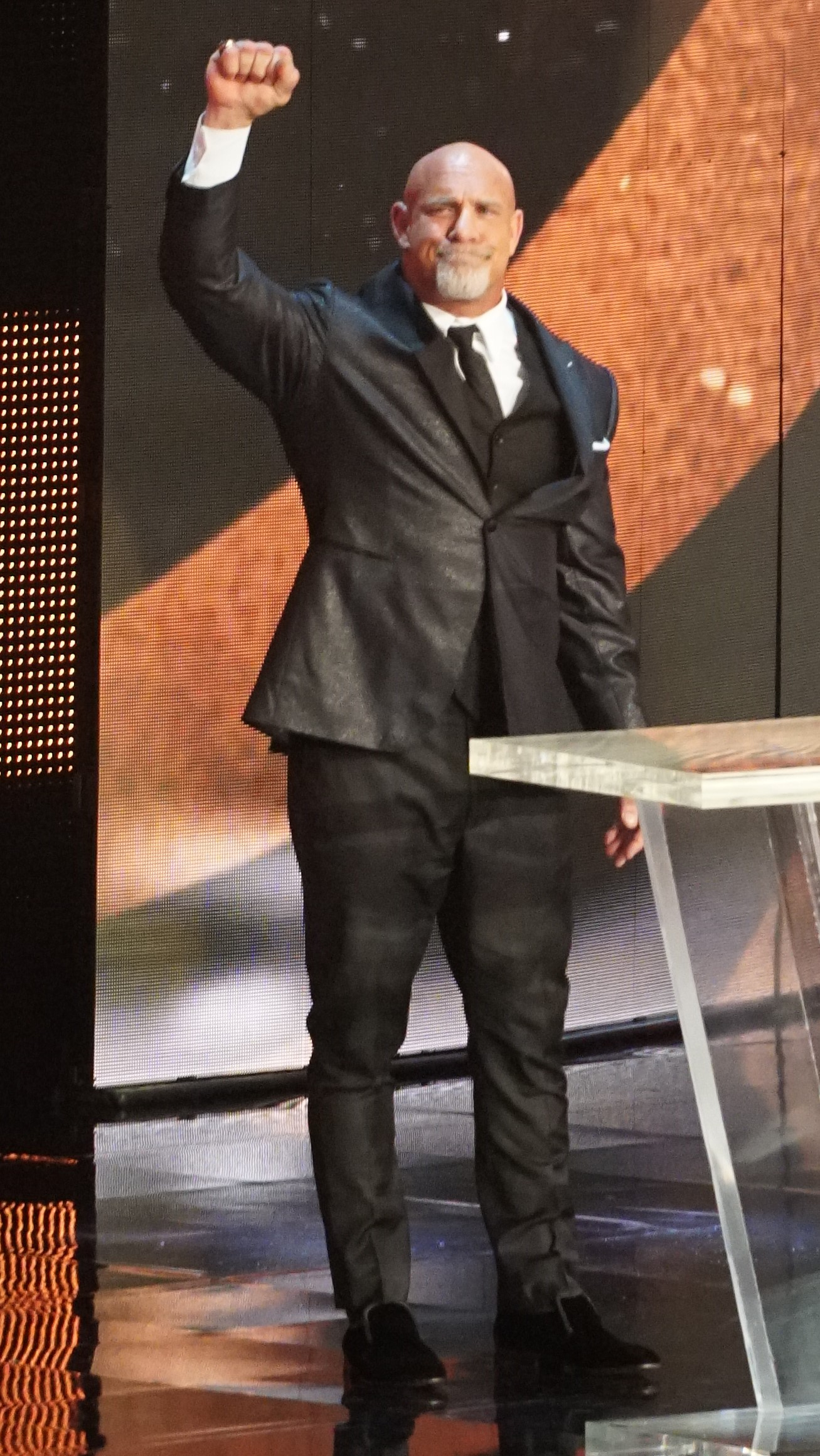
Goldberg während seiner Aufnahme in die Hall of Fame, 2018

| Hall of Famer | Laudator                                            |                                                   |                                                   |                                                   |                                                   |                                                   |                                                   |
| 27. März 2010 – Dodge Theatre in Phoenix, Arizona | 27. März 2010 – Dodge Theatre in Phoenix, Arizona   | 27. März 2010 – Dodge Theatre in Phoenix, Arizona | 27. März 2010 – Dodge Theatre in Phoenix, Arizona | 27. März 2010 – Dodge Theatre in Phoenix, Arizona | 27. März 2010 – Dodge Theatre in Phoenix, Arizona | 27. März 2010 – Dodge Theatre in Phoenix, Arizona | 27. März 2010 – Dodge Theatre in Phoenix, Arizona |
| --- | --------------------------------------------------- | ------------------------------------------------- | ------------------------------------------------- | ------------------------------------------------- | ------------------------------------------------- | ------------------------------------------------- | ------------------------------------------------- |
| „The Million Dollar Man“ Ted DiBiase (Theodor Marvin DiBiase, Sr.) | Ted DiBiase, Jr. und Brett DiBiase                  |                                                   |                                                   |                                                   |                                                   |                                                   |                                                   |
| Antonio Inoki (Kanji Inoki) | Stan Hansen                                         |                                                   |                                                   |                                                   |                                                   |                                                   |                                                   |
| Wendi Richter | Roddy Piper                                         |                                                   |                                                   |                                                   |                                                   |                                                   |                                                   |
| Maurice „Mad Dog“ Vachon (Joseph Maurice Régis Vachon) | Pat Patterson                                       |                                                   |                                                   |                                                   |                                                   |                                                   |                                                   |
| Gorgeous George (George Wagner) (repräsentiert durch Betty Wagner) | Dick Beyer                                          |                                                   |                                                   |                                                   |                                                   |                                                   |                                                   |
| Stu Hart (Steward Edward Hart) (repräsentiert durch seine Familie) | Bret Hart                                           |                                                   |                                                   |                                                   |                                                   |                                                   |                                                   |
| Bob Uecker | Dick Ebersol                                        |                                                   |                                                   |                                                   |                                                   |                                                   |                                                   |
| 2. April 2011 – Philips Arena in Atlanta, Georgia |                                                     |                                                   |                                                   |                                                   |                                                   |                                                   |                                                   |
| Shawn Michaels (Michael Shawn Hickenbottom) | Triple H                                            |                                                   |                                                   |                                                   |                                                   |                                                   |                                                   |
| Hacksaw Jim Duggan (James Stuart Duggan) | Ted DiBiase                                         |                                                   |                                                   |                                                   |                                                   |                                                   |                                                   |
| „Bullet“ Bob Armstrong (Joseph Melton James) | The Armstrong Family                                |                                                   |                                                   |                                                   |                                                   |                                                   |                                                   |
| Sunny (Tamara Lynn Sytch) | WWE Divas                                           |                                                   |                                                   |                                                   |                                                   |                                                   |                                                   |
| Drew Carey | Kane                                                |                                                   |                                                   |                                                   |                                                   |                                                   |                                                   |
| Abdullah the Butcher (Lawrence Shreeve) | Terry Funk                                          |                                                   |                                                   |                                                   |                                                   |                                                   |                                                   |
| The Road Warriors – Hawk, Animal & „Precious“ Paul Ellering (Michael James Hegstrand, Joseph Laurinaitis & Paul Ellering)                                                                         | Dusty Rhodes                                        |                                                   |                                                   |                                                   |                                                   |                                                   |                                                   |
| 31. März 2012 – American Airlines Arena in Miami, Florida |                                                     |                                                   |                                                   |                                                   |                                                   |                                                   |                                                   |
| Mil Máscaras (Aaron Rodriguez Arrelano) | Alberto Del Rio                                     |                                                   |                                                   |                                                   |                                                   |                                                   |                                                   |
| Edge (Adam Joseph Copeland) | Christian                                           |                                                   |                                                   |                                                   |                                                   |                                                   |                                                   |
| The Four Horsemen – Arn Anderson, Tully Blanchard, Ric Flair, Barry Windham & J.J. Dillon (Martin Lunde, Tully Arthur Blanchard, Richard Morgan Fliehr, Barry Clinton Windham und James Morrison) | Dusty Rhodes                                        |                                                   |                                                   |                                                   |                                                   |                                                   |                                                   |
| Mike Tyson (Michael Gerard Tyson) | Shawn Michaels & Triple H                           |                                                   |                                                   |                                                   |                                                   |                                                   |                                                   |
| Ron Simmons | John Layfield                                       |                                                   |                                                   |                                                   |                                                   |                                                   |                                                   |
| Yokozuna (Rodney Agatupu Anoa’i) (repräsentiert durch seine Familie) | Jimmy & Jey Uso                                     |                                                   |                                                   |                                                   |                                                   |                                                   |                                                   |
| 6. April 2013 – Madison Square Garden in New York City, New York |                                                     |                                                   |                                                   |                                                   |                                                   |                                                   |                                                   |
| Mick Foley (Michael Francis Foley, Sr.) | Terry Funk                                          |                                                   |                                                   |                                                   |                                                   |                                                   |                                                   |
| Bob Backlund (Robert Louis Backlund) | Maria Menounos                                      |                                                   |                                                   |                                                   |                                                   |                                                   |                                                   |
| Trish Stratus (Patricia Anne Stratigias) | Stephanie McMahon                                   |                                                   |                                                   |                                                   |                                                   |                                                   |                                                   |
| Bruno Sammartino (Bruno Leopoldo Francesco Sammartino) | Arnold Schwarzenegger                               |                                                   |                                                   |                                                   |                                                   |                                                   |                                                   |
| Donald Trump (Donald John Trump) | Vince McMahon                                       |                                                   |                                                   |                                                   |                                                   |                                                   |                                                   |
| Booker T (Booker Tio Huffman Jr.) | Stevie Ray                                          |                                                   |                                                   |                                                   |                                                   |                                                   |                                                   |
| 5. April 2014 – Smoothie King Center in New Orleans, Louisiana |                                                     |                                                   |                                                   |                                                   |                                                   |                                                   |                                                   |
| Lita (Amy Christine Dumas) | Trish Stratus                                       |                                                   |                                                   |                                                   |                                                   |                                                   |                                                   |
| Jake „The Snake“ Roberts (Aurelian Smith Jr.) | Diamond Dallas Page                                 |                                                   |                                                   |                                                   |                                                   |                                                   |                                                   |
| Mr. T (Laurence Tureaud) | Gene Okerlund und T Junior                          |                                                   |                                                   |                                                   |                                                   |                                                   |                                                   |
| Paul Bearer (William Alvin „Bill“ Moody) (repräsentiert durch seine Söhne) | Kane                                                |                                                   |                                                   |                                                   |                                                   |                                                   |                                                   |
| Razor Ramon (Scott Oliver Hall) | Kevin Nash                                          |                                                   |                                                   |                                                   |                                                   |                                                   |                                                   |
| Carlos Colón (Carlos Edwin Colón Gonzalez) | Carlos Cólon Jr., Eddie Colón und Orlando Colón     |                                                   |                                                   |                                                   |                                                   |                                                   |                                                   |
| The Ultimate Warrior (James Brian Hellwig) | Linda McMahon                                       |                                                   |                                                   |                                                   |                                                   |                                                   |                                                   |
| 28. März 2015 – SAP Center in San José, Kalifornien |                                                     |                                                   |                                                   |                                                   |                                                   |                                                   |                                                   |
| Randy Savage (Randall Mario Poffo) | Hulk Hogan                                          |                                                   |                                                   |                                                   |                                                   |                                                   |                                                   |
| Arnold Schwarzenegger | Triple H                                            |                                                   |                                                   |                                                   |                                                   |                                                   |                                                   |
| Rikishi (Solofa Fatu) | Jimmy & Jey Uso                                     |                                                   |                                                   |                                                   |                                                   |                                                   |                                                   |
| The Bushwhackers – Luke (Brian Wickens) und Butch (Robert Miller) | John Laurinaitis                                    |                                                   |                                                   |                                                   |                                                   |                                                   |                                                   |
| Alundra Blayze (Debrah Miceli) | Natalya Neidhart                                    |                                                   |                                                   |                                                   |                                                   |                                                   |                                                   |
| Larry Zbyszko (Lawrence Whistler) | Bruno Sammartino                                    |                                                   |                                                   |                                                   |                                                   |                                                   |                                                   |
| Tatsumi Fujinami | Ric Flair                                           |                                                   |                                                   |                                                   |                                                   |                                                   |                                                   |
| Kevin Nash (Kevin Scott Nash) | Shawn Michaels                                      |                                                   |                                                   |                                                   |                                                   |                                                   |                                                   |
| Warrior Award – Connor „The Crusher“ Michalek | Dana Warrior & Daniel Bryan                         |                                                   |                                                   |                                                   |                                                   |                                                   |                                                   |
| 2. April 2016 – American Airlines Center in Dallas, Texas |                                                     |                                                   |                                                   |                                                   |                                                   |                                                   |                                                   |
| Sting (Steve Borden) | Ric Flair                                           |                                                   |                                                   |                                                   |                                                   |                                                   |                                                   |
| The Godfather (Charles Wright) | The APA (John „Bradshaw“ Layfield und Ron Simmons)  |                                                   |                                                   |                                                   |                                                   |                                                   |                                                   |
| Big Boss Man (Ray „Bubba“ Washington Traylor Jr.) (repräsentiert durch seine Frau Angela und die Töchter Lacy und Megan)                                                                          | Slick                                               |                                                   |                                                   |                                                   |                                                   |                                                   |                                                   |
| Jacqueline (Jacqueline DeLois Moore) | The Dudley Boyz (Bubba Ray Dudley und D-Von Dudley) |                                                   |                                                   |                                                   |                                                   |                                                   |                                                   |
| Stan Hansen (John Stanley Hansen) | Vader                                               |                                                   |                                                   |                                                   |                                                   |                                                   |                                                   |
| Snoop Dogg (Calvin Cordozar Broadus Jr.) | John Cena                                           |                                                   |                                                   |                                                   |                                                   |                                                   |                                                   |
| The Fabulous Freebirds – Michael Hayes, Terry Gordy, Buddy Roberts und Jimmy Garvin (Michael Seitz, Terry Ray Gordy, Dale Hey, James Williams)                                                    | The New Day (Big E, Kofi Kingston und Xavier Woods) |                                                   |                                                   |                                                   |                                                   |                                                   |                                                   |
| Legacy – Mildred Burke, Frank Gotch, George Hackenschmidt, Ed „Strangler“ Lewis, Pat O’Connor, Lou Thesz und „Sailor“ Art Thomas                                                                  | Keiner (per Videoeinspielung)                       |                                                   |                                                   |                                                   |                                                   |                                                   |                                                   |
| Warrior Award – Joan Lunden (Joan Elise Blunden) | Dana Warrior                                        |                                                   |                                                   |                                                   |                                                   |                                                   |                                                   |
| 2. April 2017 – Amway Center in Orlando, Florida |                                                     |                                                   |                                                   |                                                   |                                                   |                                                   |                                                   |
| Kurt Angle | John Cena                                           |                                                   |                                                   |                                                   |                                                   |                                                   |                                                   |
| Theodore Long | The APA (John Layfield und Ron Simmons)             |                                                   |                                                   |                                                   |                                                   |                                                   |                                                   |
| Diamond Dallas Page (Page Falkinburg) | Eric Bischoff                                       |                                                   |                                                   |                                                   |                                                   |                                                   |                                                   |
| Beth Phoenix (Elizabeth Carolan) | Natalya                                             |                                                   |                                                   |                                                   |                                                   |                                                   |                                                   |
| Ravishing Rick Rude (Richard Rood) (repräsentiert durch seine Frau, seine Tochter und seinen Sohn)                                                                                                | Ricky Steamboat                                     |                                                   |                                                   |                                                   |                                                   |                                                   |                                                   |
| Legacy – Martin Burns, June Byers, Haystacks Calhoun, Judy Grable, Dr. Jerry Graham, Luther Lindsay, Toots Mondt, Rikidōzan und Bearcat Wright                                                    | Keiner (per Videoeinspielung)                       |                                                   |                                                   |                                                   |                                                   |                                                   |                                                   |
| Warrior Award – Eric LeGrand | Dana Warrior                                        |                                                   |                                                   |                                                   |                                                   |                                                   |                                                   |
| 2. April 2018 – Smoothie King Center in New Orleans, Louisiana |                                                     |                                                   |                                                   |                                                   |                                                   |                                                   |                                                   |
| Bill Goldberg (Bill Goldberg) | Paul Heyman                                         |                                                   |                                                   |                                                   |                                                   |                                                   |                                                   |
| Jeff Jarrett | Road Dogg                                           |                                                   |                                                   |                                                   |                                                   |                                                   |                                                   |
| Hillbilly Jim (James Morris) | Jimmy Hart                                          |                                                   |                                                   |                                                   |                                                   |                                                   |                                                   |
| Mark Henry | Big Show                                            |                                                   |                                                   |                                                   |                                                   |                                                   |                                                   |
| Kid Rock | Triple H                                            |                                                   |                                                   |                                                   |                                                   |                                                   |                                                   |
| Dudley Boyz – Bubba Ray Dudley & D-Von Dudley (Mark LoMonaco & Devon Hughes) | Edge & Christian                                    |                                                   |                                                   |                                                   |                                                   |                                                   |                                                   |
| Ivory (Lisa Moretti) | Molly Holly                                         |                                                   |                                                   |                                                   |                                                   |                                                   |                                                   |
| Legacy – Stan Stasiak, Lord Alfred Hayes, Dara Singh, Cora Combs, El Santo, Jim Londos, Rufus R. Jones, Sputnik Monroe, Boris Malenko & Hiro Matsuda                                              | Keiner (per Videoeinspielung)                       |                                                   |                                                   |                                                   |                                                   |                                                   |                                                   |
| Warrior Award – Jarrius Robertson | Dana Warrior                                        |                                                   |                                                   |                                                   |                                                   |                                                   |                                                   |
| 6. April 2019 – Barclays Center in Brooklyn, New York |                                                     |                                                   |                                                   |                                                   |                                                   |                                                   |                                                   |
| D-Generation X – Shawn Michaels, Triple H, Chyna, Road Dogg, Billy Gunn und X-Pac (Michael Hickenbottom, Paul Levesque, Joan Laurer, Monty Sopp, Brian James & Sean Waltman)                      | Keiner                                              |                                                   |                                                   |                                                   |                                                   |                                                   |                                                   |
| The Hart Foundation – Bret Hart & Jim Neidhart | Natalya                                             |                                                   |                                                   |                                                   |                                                   |                                                   |                                                   |
| Harlem Heat – Booker T & Stevie Ray (Robert Huffman & Lash Huffman) | Keiner                                              |                                                   |                                                   |                                                   |                                                   |                                                   |                                                   |
| The Honky Tonk Man (Roy Farris) | Jimmy Hart                                          |                                                   |                                                   |                                                   |                                                   |                                                   |                                                   |
| Torrie Wilson | Stacy Keibler                                       |                                                   |                                                   |                                                   |                                                   |                                                   |                                                   |
| Brutus Beefcake (Edward Leslie) | Hulk Hogan                                          |                                                   |                                                   |                                                   |                                                   |                                                   |                                                   |
| Legacy – Bruiser Brody, Wahoo McDaniel, Luna Vachon, S.D. Jones, Professor Toru Tanaka, Primo Carnera, Joseph Cohen, Hisashi Shinma, Buddy Rose & Jim Barnett                                     | Keiner (per Videoeinspielung)                       |                                                   |                                                   |                                                   |                                                   |                                                   |                                                   |
| Warrior Award – Sue Aitchison | Dana Warrior & John Cena                            |                                                   |                                                   |                                                   |                                                   |                                                   |                                                   |

## Mitglieder 2020er
| Hall of Famer | Laudator                                                   |
| 30. März 2021 – Tropicana Field in St. Petersburg, Florida                                                                                       | 30. März 2021 – Tropicana Field in St. Petersburg, Florida |
| --- | ---------------------------------------------------------- |
| New World Order – Hulk Hogan, Kevin Nash, Scott Hall & X–Pac (Terrence Gene Bollea, Kevin Scott Nash, Scott Oliver Hall & Michael Shawn Waltman) | Keiner                                                     |
| The Bella Twins – Nikki Bella & Brie Bella (Stephanie Nicole Garcia-Colace & Brianna Monique Danielson)                                          | Keiner                                                     |
| Jushin Liger (Keiichi Yamada ) | Keiner                                                     |
| John Layfield (John Charles Layfield) | Keiner                                                     |
| Davey Boy Smith (David Smith) | Keiner                                                     |
| William Shatner | Keiner                                                     |
| Legacy – Baron Michele Leone, Brickhouse Brown, Gary Hart, Ray Stevens und Steve Williams                                                        | Keiner (per Videoeinspielung)                              |
| Warrior Award – Titus O’Neil (Thaddeus Michael Bullard)                                                                                          | Keiner                                                     |
| 1. April 2021 – Tropicana Field in St. Petersburg, Florida                                                                                       |                                                            |
| Rob Van Dam (Robert Alexander Szatkowski) | Keiner                                                     |
| Kane (Glenn Thomas Jacobs) | Keiner                                                     |
| The Great Khali (Dalip Singh Rana) | Keiner                                                     |
| Molly Holly (Nora Benshoof) | Keiner                                                     |
| Eric Bischoff | Keiner                                                     |
| Ozzy Osbourne (John Michael Osbourne) | Keiner                                                     |
| Legacy – Buzz Sawyer, Dick the Bruiser, Ethel Johnson, Paul Boesch, Pez Whatley                                                                  | Keiner (per Videoeinspielung)                              |
| Warrior Award – Rich Hering | Keiner                                                     |
| 1. April 2022 – American Airlines Center in Dallas, Texas                                                                                        |                                                            |
| The Undertaker (Mark William Calaway) | Vince McMahon                                              |
| Vader (Leon Allen White) | Ehefrau und Sohn                                           |
| Queen Sharmell (Sharmell Sullivan-Huffman) | Booker T                                                   |
| Steiner Brothers – Rick Steiner & Scott Steiner (Robert Rechsteiner & Scott Carl Rechsteiner)                                                    | Bron Breakker                                              |
| Warrior Award – Shad Gaspard | Dana Warrior                                               |
| 31. März 2023 – Crypto.com Arena in Los Angeles, Kalifornien                                                                                     |                                                            |
| Rey Mysterio (Óscar González Gutiérrez Rubio) | Konnan                                                     |
| The Great Muta (Keiji Mutoh) | Ric Flair                                                  |
| Andy Kaufman | Jimmy Hart                                                 |
| Stacy Keibler | Mick Foley & Torrie Wilson                                 |
| Warrior Award – Tim White | John Layfield & Ron Simmons                                |
| 5. April 2024 – Wells Fargo Center in Philadelphia, Pennsylvania                                                                                 |                                                            |
| Paul Heyman | Roman Reigns                                               |
| Bull Nakano (Keiko Aoki) | Alundra Blayze                                             |
| Thunderbolt Patterson (Claude Patterson) | Scott Spears & The New Day                                 |
| Lia Maivia | The Rock                                                   |
| The U.S. Express – Barry Windham & Mike Rotunda                                                                                                  | Bo Dallas & Mika Rotunda                                   |
| Muhammad Ali | The Undertaker                                             |
| 18. April 2025 – Fontainebleau Las Vegas in Winchester, Nevada                                                                                   |                                                            |
| Triple H (Paul Michael Levesque) | Shawn Michaels                                             |
| Michelle McCool (Michelle Leigh Calaway) | The Undertaker                                             |
| Lex Luger (Lawrence Wendell Pfohl) | Diamond Dallas Page                                        |
| The Natural Disasters – John Anthony Tenta Jr. & Fred Alex Ottman                                                                                |                                                            |
| Bret „The Hitman“ Hart vs. „Stone Cold“ Steve Austin                                                                                             | CM Punk                                                    |
| Dory Funk Sr. (Dorrance Wilhelm Funk) |                                                            |
| Ivan Koloff (Oreal Perras) |                                                            |
| James Harris (James Arthur Harris) |                                                            |